# BR-158
Die brasilianische Bundesstraße BR-158 ist eine von Nord nach Süd laufende Fernstraße. Sie beginnt in der Stadt Altamira im Bundesstaat Pará und führt durch die Bundesstaaten Mato Grosso, Goiás, Mato Grosso do Sul, São Paulo, Paraná, Santa Catarina und  Rio Grande do Sul, wo sie in der Stadt Santana do Livramento an der Grenze zu Uruguay endet.